# Ibichkopf
Der Ibichkopf ist mit 1145,4 m ü. NHN ein westlicher Nebengipfel des Oberecks und mit ihm eine der höchsten Erhebungen eines steilen, teils gratartigen Bergkamms im Tal der Wilden Gutach. Er liegt in dem Teil des Mittleren Schwarzwalds, der zugleich dem Hochschwarzwald zugerechnet wird.
Der Ibichkopf liegt im Osten der Gemeinde Simonswald oberhalb der Ortsteile Hintergriesbach und Haslachsimonswald. An seiner gerundeten Kuppe endet der besonders am Schultiskopf scharfkantige Grat, der sich vom Höhenrücken zwischen Rohrhardsberg und Brend nach Westen in das über 700 Meter tiefer verlaufende Simonswälder Tal hinabzieht. Am Ibichkopf beginnt das für den Berg namengebende, steil nach Südwesten abfallende und schmale Ibich(„Eibenbach“)-Tal mit dem Weiler Ibich.
Ebenso wie viele andere Berge des Mittleren Schwarzwalds besteht der Berg aus Gneisen. Der ursprüngliche Fichten-Tannen-Buchen-Mischwald-Bestand ist nur noch im Norden großflächig erhalten. Die Südhänge waren früher, wie Flurkarten aus dem 19. Jahrhundert zeigen, fast ganz von Weideflächen eingenommen und wurden später weitgehend mit Fichten aufgeforstet. 

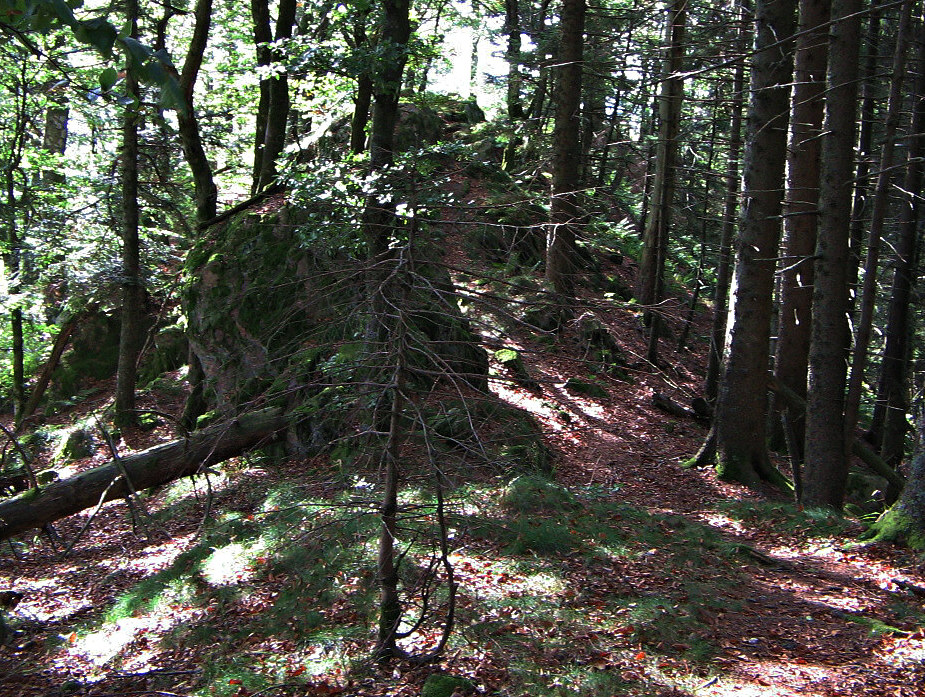
Gratweg auf dem Schultiskopf südwestlich des Ibichkopfs

Der Ibichkopf ist durch Forstwege erschlossen, bietet aber nur punktuell Aussichten. Für Wanderer ist der felsige, anspruchsvolle Steig über den westlich anschließenden Grat interessanter, besonders in (nicht markierter) Verknüpfung mit der nahen Kostgfällschlucht.